# Coca-Cola Europacific Partners
Coca-Cola Europacific Partners plc (CCEP), tidigare Coca-Cola European Partners, är en brittisk multinationell dryckestillverkare som producerar och distribuerar olika produkter som läskedrycker, energidrycker, juicer, vatten, kaffe, te och fruktdrycker från olika uppdragsgivare, dock främst från den amerikanska multinationella dryckestillverkaren The Coca-Cola Company. Företaget säljer sina drycker i 29 länder i Asien, Europa och Oceanien.

## Historik
CCEP grundades den 28 maj 2016 när amerikanska Coca-Cola Enterprises, tyska Coca-Cola Erfrischungsgetränke och spanska Coca-Cola Iberian Partners fusionerades med varandra. Detta resulterade i att CCEP blev världens största oberoende dryckestillverkare efter omsättning inom Coca-Colasfären. I maj 2021 blev den australiska dryckestillverkaren Coca-Cola Amatil fusionerad med Coca-Cola European Partners för omkring 5,5 miljarder brittiska pund. CCEP meddelade samtidigt att de skulle byta namn till det nuvarande.

## Varumärken
Ett urval av varumärken som de producerar:
- Aquabona
- Appletiser
- Bonaqua
- Burn
- Capri-Sun
- Coca-Cola
- Coca-Cola Light
- Coca-Cola Zero
- Dr Pepper
- Fanta
- Fanta Zero
- Mer
- Minute Maid
- Monster Energy
- Nestea
- Powerade
- Relentless
- Schweppes
- Sprite
- Vitamin Water